# Державний кадастр тваринного світу
Державний кадастр тваринного світу України (англ. State Cadastre for Animal Wildlife) є систематизованою сукупністю відомостей про географічне розповсюдження видів (груп видів) тварин України, їх чисельність і стан, характеристики середовища їх існування і сучасного господарського використання, а також інших даних, необхідних для забезпечення охорони та раціонального використання тваринного світу України.
Державний кадастр тваринного світу України — один з видів державних кадастрів, що забезпечують документування відомостей кількісного та якісного стану природних ресурсів. Кадастр ведеться на всій території України, її континентальному шельфі та у виключній (морській) економічній зоні.
Державний кадастр тваринного світу ведеться за окремими видами (групами видів) тварин із застосуванням єдиних, установлених для кожної конкретної групи методології та уніфікованих форм звітної кадастрової документації. Інструкції щодо ведення державного кадастру тваринного світу, які встановлюють вимоги до виконання кадастрових робіт, склад кадастрової документації та даних, які вона повинна містити, розробляються і затверджуються Мінприроди за участю Держлісагентства, Держрибагентства і Національної академії наук України.
Безпосереднім веденням Кадастру займається відділ моніторингу та охорони тваринного світу Інституту зоології імені І. І. Шмальгаузена НАН України.

## Перелік кадастрових робіт
Ведення державного кадастру тваринного світу передбачає виконання наступних кадастрових робіт:
- визначення конкретних територій (акваторій), де будуть проводитись ці роботи;
- проведення експедиційних робіт: спостереження і вивчення чисельності, стану та інших характеристик тваринного світу безпосередньо у природному середовищі;
- аналіз даних, одержаних під час проведення експедиційних робіт, а також даних, матеріалів державного лісовпорядкування, впорядкування мисливських угідь, державному лісовому, водному та земельному кадастрах, державній та відомчій статистичній звітності, про стан тваринного світу, чисельність і обсяги господарського використання диких тварин;
- оброблення, аналіз і узагальнення отриманої інформації, її підготовка до розгляду в Мінприроди та видання державного кадастру тваринного світу[3].

## Історія
Ідея створення державного кадастру тварин та рослин виникла у СРСР ще у 80-х роках минулого століття. Було проведено декілька конференцій, присвячений цій темі, видану значну кількість публікацій.
25.06.1980 р. було прийнято Закон СРСР «Про охорону та використання тваринного світу» в розділі IV якого визначено необхідність ведення Державного кадастру тваринного світу. 03.03.1993 р. було прийнято Закон України «Про тваринний світ» (№ 3041-XII), стаття 51 якого передбачала норму з ведення Державного кадастру тваринного світу.
На виконання цієї статі було прийнято Положення про порядок ведення державного кадастру тваринного світу, затверджене постановою Кабінету Міністрів України від 15.11.1994 р. № 772.
13.12.2001 р. було прийнято Закон України «Про тваринний світ» (№ 2894-III) в новій редакції.
Інститутом зоології ім. І. І. Шмальгаузена НАНУ, на замовлення Мінприроди, розроблено базу даних, до якої вносяться дані щодо тваринного світу України.
Враховуючи, що: в країні близько 45 тис. видів тварин, інформація про них, завдяки новим дослідженням, постійно поповнюється, наповнення бази даних, ведеться за певними пріоритетними видами, які потребують охорони (Червона книга України, міжнародні «червоні» списки, списки природоохоронних конвенцій), мисливські види, чужорідні інвазійні види тварин. На сьогодні поки що реалізується перший етап створення державного кадастру тваринного світу, на ведення якого у 2017 році виділено 800 тис. грн.
Довідково: фауна України налічує понад 45 тис. видів, у тому числі: комахи — 35 тис., інші членистоногі — 3,4, черви — 3,2 тис., риби та круглороті — 170 видів і підвидів, земноводних — 17 видів, плазуни — 21, птахи — близько 420, ссавці — 108 видів.